# Yutaka Enatsu
Yutaka Enatsu (江夏 豊, Enatsu Yutaka), né le 15 mai 1948 dans la préfecture de Nara, élevé à Amagasaki, préfecture de Hyōgo est un lanceur de baseball  considéré comme un des meilleurs lanceurs japonais de tous les temps. En 1968, il obtint 401 strikeouts, ce qui est toujours le record du monde, et neuf strikeouts consécutifs dans l'un des matchs des All-Star en 1971,.
Enatsu joue un rôle d'arrière-plan important dans le roman de Yoko Ogawa, La Formule préférée du professeur (Hakase no ai shita sūshiki, 博士の愛した数式, 2003).